# Догхантери
Догха́нтери (в українській транскрипції — «доґгантери») («мисливці на собак»  — від англ. dog + hunters, також догкілери) — самоназва осіб, що з власноï ініціативи займаються винищенням бродячих псів у містах. Декларована мета діяльності догхантерів: убезпечення себе та близьких від можливості бути покусаними чи навіть убитими зграєю бродячих псів, а також очищення міст від переносників хвороб та паразитів. У своїй діяльності практикують отруєння та відстріл бездоглядних собак. У догхантерів відсутня організована структура, вони спілкуються та координують свої дії за допомогою мережі Інтернет.
Причинами появи догхантерів називаються: невміння муніципальної влади вирішувати проблему бродячих тварин та впровадження програми «вилов-стерилізація-повернення в місця попереднього знаходження».
За даними ЗМІ, догхантери діють у 15 містах Росії,, а також в Україні та Болгарії.
Діяльність догхантерів зустрічає неоднозначну оцінку в суспільстві, як з етичної, так і з правової точок зору. За результатами опитування у січні 2013 року, переважна більшість росіян не схвалювала діяльність догхантерів.
Активний спротив догхантерам чинять представники зоозахисних груп, вони організовують мітинги протесту проти діяльності догхантерів, звертаються у правоохоронні органи з вимогами закрити сайти своїх опонентів, переховують бродячих псів, що потрапили у поле зору догхантерів. Окремі зоозахисники погрожують догхантерам фізичною розправою, закликають до хакерських атак на сайти догхантерів, збирають персональні дані своїх противників і публикують їх у відкритому доступі. Зафіксовані випадки самосуду над догхантерами та знищення їх майна зоозахисниками.

## Ідеологія
Згідно кодексу догхантерів, мисливець на собак — це людина, що притримується переконань про пріоритетне право людини на проживання в безпечному для неї довкіллі.
За власними заявами, догхантери винищують бродячих псів, щоб убезпечити себе та близьких від можливості бути покусаними чи навіть вбитими собачою зграєю, а також очищають місто від переносників хвороб i паразитів. Учасники руху переконані, що метод, який вони використовують, — єдиний з раціональних у ситуації, яка склалась, коли муніципальні служби не виловлюють бездоглядних псів, що вільно мешкають на вулицях. Самі догхантери не вважають себе «собаконенависниками», а їх дії є звичайним санітарним заходом, на зразок труїння пацюків чи знищення комарів. Догхантери остерігаються вживання слова «вбивство» по відношенню до псів, замінюючи його евфемізмами: «ліквідувати», «знищити», «позбутися», «взяти».
Догхантери вважають себе волонтерами. Їх рух не є організацією, у них нема лідерів, наказів, заохочень та покарань. Догхантери не працюють за гроші, заявляючи, що їхня мета — не заробіток, а чисті вулиці, усі витрати — за власні кошти.
Догхантери стверджують, що держава зобов'язана налагодити вилов та знищення безпритульних псів, при цьому будівництво притулків для пожиттєвого утримання у них звірів за рахунок держави вони вважають неприпустимим «радикальним гуманізмом» та пропонують спрямувати ці кошти на бездомних дітей.

## Історія виникнення
За словами одного з активних догхантерів, цей рух виник на найбільшому форумі, присвяченому зброї, як група людей, котрі відстрілювали бродячих собак. З огляду на ряд обставин, адміністрація форуму запропонувала їм створити для обговорення цих справ свою площадку, що і було зроблено.
Навесні 2010 р. був створений форум догхантерів під назвою «Вредителям. НЕТ». Тоді ж на форумі було опубліковано Маніфест Догхантерів, інші програмні матеріали. Це стало важливим об'єднавчим фактором, і в результаті догхантерство стало скоординованим рухом, діяльність співтовариства отримала ідеологічну основу, дії учасників могли ними плануватись і заздалегідь узгоджуватись.
Свою першу скоординовану акцію, яка отримала резонанс, і якою догхантери заявили про себе як про нову силу, учасники руху провели (як вони запевняють — з мовчазної згоди влади), у Санкт-Петербурзі 13 січня 2011 р., у зв'язку з чим Росбалт повідомляв, що у недалекому майбутньому може з'явитися нове неофіційне свято — день догхантера, який планується відзначати у річницю цієї акції.
Перші згадки про догхантерів в Україні з'явилися у червні 2011 р. Догхантери були активні у Києві, Дніпропетровську, Миколаєві, Донецьку, Запоріжжі, Житомирі, Львові, Харкові та Одесі — часто у цих містах бездоглядні тварини становлять суттєву проблему для населення.

### Причини виникнення
Причиною виникнення свого руху самі догхантери називають «невгамовну активність захисників прав бродячих псів».
Сторонні спостерігачі називають такі причини появи догхантерів:
- У 2010 р. вітчизняний еколог і природоохоронець Володимир Борейко, директор Київського еколого-культурного центру (КЕКЦ) оцінив знищення бродячих псів пересічними городянами як «народну партизанську війну з собаками», і вказав, що це була реакція захисту на нав'язане зоозахисниками постійне сусідство мешканців із великою кількістю бродячих псів[46]:

Переважна більшість городян не хочуть, щоб поруч з ними жили собаки, нехай навіть стерилізовані. …на стерилізованих не написано, що вони такі, вони так само вночі гавкають, бігають зграями, гризуться, залишають величезну кількість екскрементів, які ніхто не прибирає. Тому проблема залишатиметься.
І вихід тут у більш жорсткому ставленні до тварин. Рядові люди будуть йти в аптеку, купувати певні препарати, змішувати їх з фаршем і труїти собак. Це просто почався народний опір, народна партизанська війна з собаками.
Жителі мікрорайонів, де розвелося занадто багато бездомних собак, самі їх отруюють. І коли на мітингах зоозахисники показують загиблих собак — це заслуга захисників тварин, адже це вони спровокували таку народну жорстокість.— газета «Хрещатик», 24.06.2010.
- На установчих зборах міжнародного громадського руху реалістичного зоозахисту[ru], що проходив у березні 2011 р. у Ярославлі, голова правління ярославського благодійного фонду «Зоотурбота» Олександр Красавчиков висунув свою версію появи догхантерів, заявивши, що основною причиною вважає невміння муніципальної влади вирішувати проблеми бепритульності тварин, а також неефективність заходів, що вживаються у справі регулювання чисельності бродячих собак[10][11].
- Член робочої групи комітету Державної думи РФ з екології, біолог Володимир Рибалко називає прямою причиною появи догхантерів впровадження в ряді міст Росії і України в 2000-х рр. експериментальної програми «вилов-стерилізація-повернення в місця попереднього проживання», відповідно до якої вилов псів с метою приспання, що практикувався раніше, був заборонений під тиском зоозахисників, у результаті чого місцеві мешканці позбулись законної можливості позбутися зграй собак — після стерилізації сук привозять і випускають назад у жилі квартали, двори та інші громадські місця для бездоглядного мешкання. Біолог висловлює занепокоєння, припускаючи подальший ріст популярності руху догхантерів через те, що законопроєкт «Про відповідальне поводження з тваринами», прийнятий Державною думою у другому читанні у 2011 р., передбачає впровадження програми «вилов-стерилізація-повернення» у всіх містах країни[9].
- Німецьке видання Die Welt бачить причину появи догхантерів у тому, що санітарні служби і влада самоусунулись: в багатьох населених пунктах вилов бродячих псів не проводиться, а програми стерилізації не вирішують проблему нападів собачих зграй на людей, яким доводиться шукати шляхи самозахисту[47].

## Портрет пересічного догхантера
Заступник директора наукового Центру соціальної і судової психіатрії імені Сербського у Москві Зураб Кекелідзе вважає, що «подібні прояви говорять про психічні відхилення. Є два варіанти. Перший — людина, що відстрілює собак, ймовірно, хвора серйозним психічним захворюванням і потребує примусового лікування. Другий, найбільш ймовірний, — це прояв морального божевілля».

## Діяльність догхантерів

### Час і методи
Звичайний час полювання догхантерів на бродячих псів — пізній вечір або світанок. Вбивають бродячих собак переважно шляхом відстрілу і отруєння медикаментами.
Для відстрілу використовується пневматична і вогнепальна зброя, на сайті догхантерів містяться детальні інструкції з картою смертельних зон на собачому тілі.
Для отруєння собак догхантери використовують приманки з фаршу, паштету, ліверної ковбаси з токсичними для собак лікарськими засобами та допоміжними препаратами. Як токсичний засіб найчастіше застосовуються протитуберкульозні антибіотики — гідразид ізонікотинової кислоти (ізоніазид) і його похідні, зокрема фтивазид, оскільки вони є для собак, на відміну від інших тварин чи людини, вибірково високотоксичними. Псів також труять антикоагулянтами, які входять до складу щурячої отрути. У результаті їх дії кров перестає зсідатися, і тварина помирає від внутрішньої кровотечі.

### Об'єкти «полювання»

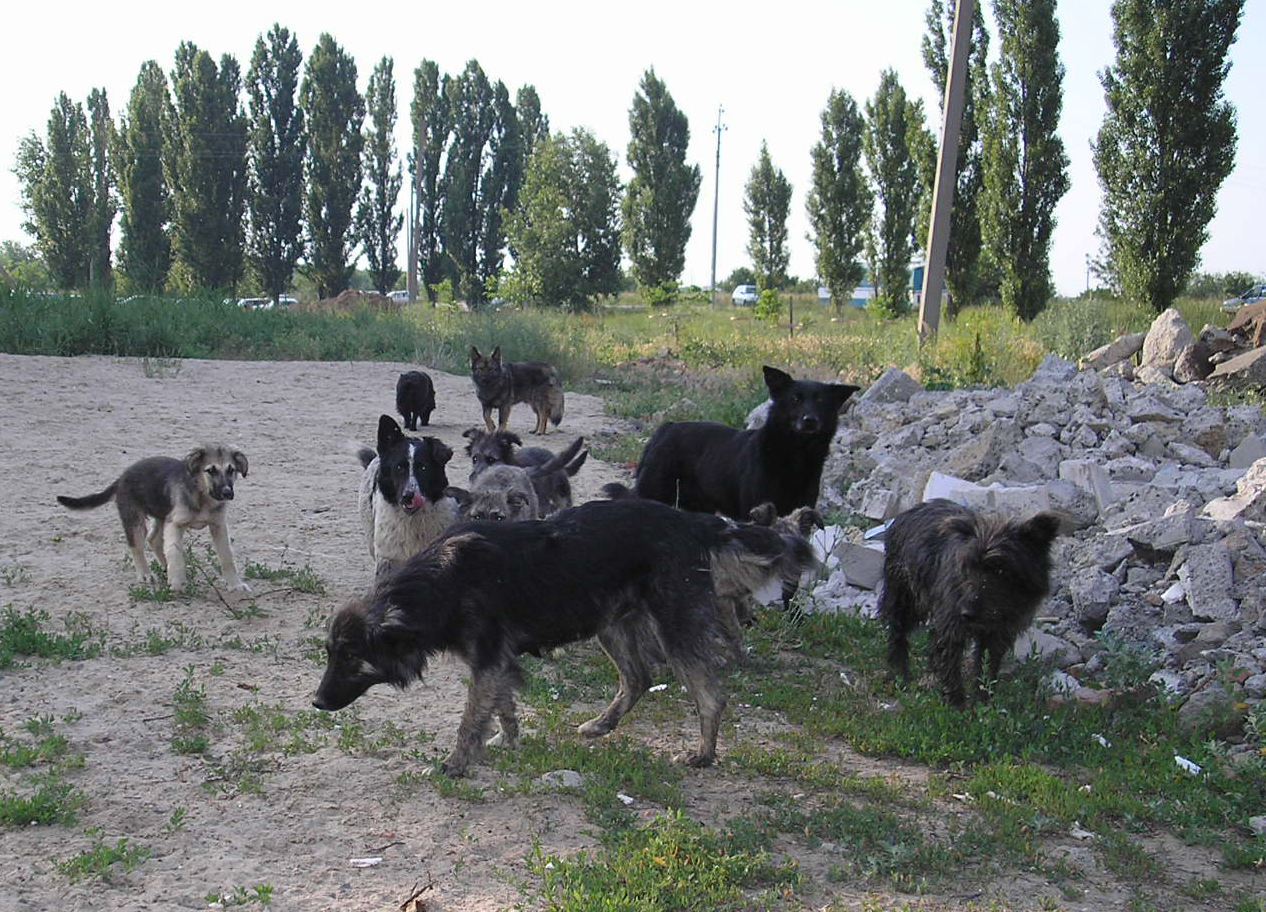
Бродячі пси біля стихійного звалища

Головна мішень мисливців за собаками — вожаки та домінантні самиці. Їх догхантери намагаються винищити в першу чергу, щоб зграї розпались. На другому місці за значущістю — щенні суки. За логікою догхантера, легше діяти превентивно, ніж допустити появу приплоду. Якщо пес виживає, то догхантери повертаються, щоб його добити.
У деяких публікаціях ЗМІ стверджувалося, що мали місце випадки, коли догхантери брали на себе відповідальність за отруєння і хазяйських собак. Разом з тим, «Співтовариство „Вредителям. НЕТ“» заявило, що «рух догхантерів» непричетний до цієї «безглуздої провокації»..
Усупереч розповсюдженій думці, коти не є об'єктом полювання догхантерів: вони вважають котів «санітарами міста», що стримують чисельність мишей та пацюків.

### Активність в Інтернеті
Догхантери спілкуються та координують свої дії за допомогою мережі Інтернет. Основним місцем спілкування догхантерів у Інтернеті є міжнародний російськомовний форум «Вредителям. НЕТ». При цьому дотримується анонімність: більшість догхантерів воліють не показувати своїх облич та номерів автомобілів. На зазначеному форумі зареєстровано близько 10000 учасників, переважно мешканців України та Росії. Соціальні мережі не користуються серед них популярністю.
Згідно з даними інтернет-видання «Pravda.ru», в опублікованому на форумі інтернет-маніфесті, догхантери позиціюються як співтовариство борців з агресивними дикими собаками та людьми, що займаються підгодівлею та захистом цих собак. На думку догхантерів, ці люди вважають бродячих псів важливішими за життя та здоров'я інших людей.
На форумі ведеться просвітницька робота, здійснюється обмін досвідом, критика ідей та дій зоозахисників, спростування вигадок про догхантерів. Учасники форуму викладають адреси зграй, фотографії трофеїв, домовляються про спільні операції зі звільнення територій від псів, обговорюють точки на тілі собаки, куди треба стріляти, щоб вбити собаку максимально безболісно з першого пострілу. Там же догхантери заявляють, що вони проти жорстокого поводження з тваринами, їх мета — прибрати з вулиць міст зграї собак, що можуть нести небезпеку для дорослих та дітей.
Основне правило форуму таке: «за олюднення паразитів і прирівнювання їх до людини» видається безстроковий бан. Також з форуму виганяються учасники, помічені в садизмі і знущаннях над тваринами.
У репортажі НТВ стверджується, що на сайті догхантерів розміщені зізнання у адміністративних правопорушеннях — застосуванні вогнепальної зброї у населеному пункті. При цьому поліція відмовляється чинити будь-які заходи, пояснюючи це тим, що сайт розміщений не у Росії.
Як повідомляє «Інтерфакс», на низці сайтів та форумів, де спілкуються «собаконенависники», почастішали заклики до знищення зграй собак. Їх автори стверджують, що такі вчинки є санітарними актами і, по суті, самозахистом, оскільки агресія бродячих псів є неконтрольованою.

## Діяльність у Росії

### Діяльність у Санкт-Петербурзі
На початку січня 2011 р. у історичному районі Володарський у тваринницьких господарствах виникла епідемія африканської чуми. За наказом влади була знищена велика кількість свиней і віддане розпорядження про відлов та знищення безпритульних тварин. Хоча захисники тварин не виступили проти знищення свиней, операції з ліквідації безпритульних тварин проходили за їх активним спротивом. До санітарної операції підключилися догхантери, при цьому їх не зупиняла навіть наявність у бездоглядних собак нашийників.
Прес-секретар Державної міської ветеринарної інспекції Санкт-Петербургу Євген Карпов розповів, що «у селищі Володарський Ломоносовського району в осередку зараження африканською чумою були знищені усі бродячі собаки».
Офіційні структури стверджують, що не співробітничали з догхантерами, нагород не пропонували, і подібні припущення щодо співробітництва назвали «провокацією».

### Перший загальномосковський суботник догхантерів
На 23 квітня 2011 р. на території паркової зони Всеросійського виставкового центру, Останкінського парку і Головного ботанічного саду РАН московські догхантери запланували проведення Першого загальномосковського суботника догхантерів. Як відзначає газета «Московський комсомолець», даний захід — відповідь на 3-тю Всеросійську акцію на захист тварин «Росія без жорстокості» борців за права тварин, присвячену розгляду в Державній думі Федерального закону «Про відповідальне поводження з тваринами». Згідно із законопроєктом, у Росії мала бути введена новаторська система стерилізації, що передбачає обов'язкове повернення бездоглядних собак на вулиці, що в розвинутих країнах застосовується лише стосовно котів. Догхантери не планували використовувати зброю і хотіли труїти зграйних собак приманками з ізоніазидом. Однак, замість акції у парку, була ліквідована зграя собак, кількістю понад 20 голів, що мешкали біля станції метро «Войковська».. За даними газети «Московский комсомолец», після цієї акції безпритульних собак там не залишилось.

## Догхантери в Україні
Причиною появи догхантерів тижневик «Фокус» називає небажання місцевої влади здійснювати безповоротний вилов бездоглядних псів та погану реалізацію програми стерилізації, що призводить до знаходження зграй бродячих псів на вулицях міста. Серед догхантерів зустрічаються громадяни, котрих до такої діяльності підштовхнули напади бродячих собак на їхніх дітей і домашніх тварин.
Восени 2011 р. у Дніпропетровську догхантер майже цілком винищив зграю, що налічувала приблизно 50 бродячих псів і мешкала поблизу школи. До цього неодноразові скарги батьків на цю зграю в адміністрацію школи залишалися без відповіді, оскільки вилов офіційно заборонений; зрештою, батьки звернулись по допомогу на сайт догхантерів.

### Справа Ведули
У жовтні 2011 р. в ЗМІ з'явилися повідомлення про київського студента, який, зараховуючи себе до догхантерів, викладав на своїй сторінці «Вконтакті» під обліковим записом «Олександр Богданов» фотографії та відеоролики зі сценами знущань над цуценятами. Адміністрація сайту «Вредителям. НЕТ», після отримання доказів того, що «Богданов» є учасником їх форуму під ніком «Grafit», закрила йому доступ до форуму, а також надала його IP-адресу та адресу електронної пошти, завдяки чому стало можливим знайти дану людину. За даними ветерана догхантерського руху, харків'янина, який виступає під ніком Dogmeat, інших садистів серед учасників їх форуму виявлено не було.
11 червня 2012 р. Олексій Ведула був засуджений до 4-ох років позбавлення волі за ст. 299 «Жорстоке поводження з тваринами» і ст. 300 «Розповсюдження творів, що пропагують культ насильства і жорстокості» Кримінального кодексу України. Його спільник, Роман Полібін, враховуючи пом'якшуючі обставини, був засуджений до трьох років умовно.

### Акція з нагоди Євро-2012
У Києві догхантери пообіцяли очистити столицю від псів до Чемпіонату Європи з футболу 2012. Акція набула широкого розголосу, окремі ЗМІ повідомляли навіть про прибуття на допомогу українським догхантерам спільників з-за кордону, зокрема з Росії, у міста, що приймали Євро-2012, — Київ, Харків, Донецьк і Львів. Після того як було знищено більше ста собак, зоозахисники спробували найняти приватного детектива, але його послуги виявилися занадто дорогими.

### Акція у Гідропарку
На початку 2013 р. у Києві були отруєні 6 собак, а також пси, що жили біля вестибюлів кількох станцій метро. У зоні відпочинку «Гідропарк» були отруєні за допомогою таблеток понад 30 бродячих псів, яких там підгодовували місцеві зоозахисники. Частина звірів були стерилізовані і мали блакитні бірки на вухах. Через свою масштабність, інцидент у деяких публікаціях ЗМІ був названий «собачим Освенцимом» Отруєння цих собак викликало обурення зарубіжних зоозахисників.
Варто відзначити, що за даними дільничного інспектора Олександра Голубкова, зграї бродячих псів неодноразово нападали на людей, які відпочивали в цьому парку.
У березні 2013 р. зоозахисники провели мітинг протесту проти дій догхантерів у Києві. На нього зібралися 300 осіб, які вимагали посилити відповідальність за вбивства тварин і негайно закрити інтернет-ресурси своїх опонентів. Прем'єр-міністр України Микола Азаров у відповідь на звернення захисників бродячих псів видав розпорядження, у якому доручив міністрам «запобігати знищенню безпритульних тварин».

## Оцінка діяльності
Різні аспекти діяльності догхантерів отримують як негативні, так і позитивні оцінки в суспільстві. За даними соціологічного опитування Фонду «Громадська думка», проведеного в січні 2013 р., догхантерів підтримує 9 % жителів Росії, 72 % не підтримують, 19 % не визначилися з думкою щодо даного питання. При цьому в Москві догхантерів підтримує 4 % населення, а в селах — 11 %.
Громадські діячі та публічні особи висловлюють різні думки про діяльність догхантерів. Наприклад, артист Леонід Ярмольник заявляв про готовність самостійно перешкоджати діяльності догхантерів шляхом фізичної розправи аж до вбивства. Музикант Андрій Макаревич також критично налаштований до догхантерів та заявляв про намір влаштувати «полювання на догхантерів». Борчиня за права тварин, голова громадської організації «Право на життя» Світлана Лось також заявила, що у разі бездіяльності влади вона і її соратники будуть убивати догхантерів.
Письменник і публіцист Максим Кононенко, навпаки, схвалив діяльність догхантерів, мотивувавши її необхідністю виконання цих дій в умовах розкрадання державних коштів, виділених на вирішення питання бездоглядних тварин. Письменник-публіцист Олександр Ніконов в особистому блозі також висловив підтримку догхантерам, назвавши себе противником зоозахисників.
Філософ і письменник, член Російського комітету з біоетики при комісії РФ у справах ЮНЕСКО Сергій Роганов поділяє точку зору догхантерів на бродячих псів
Я прихильник догхантерів? Зовсім ні. Але також вважаю, що відходи міської життєдіяльності — зграї бродячих псів — потрібно ліквідувати— газета "Известия"
Діяльність догхантерів викликає критичні оцінки з боку низки захисників тварин та публічних осіб. Висловлюються такі претензії:
- Недотримання вимог санітарних норм з утилізації трупів[97];
- Страждання тварин при їх отруєнні;
- Наявність серед догхантерів осіб з девіантною поведінкою[98]. До догхантерів, на думку зоозахисників, примикають люди, які жорстоко вбивають собак і викладають у Інтернет фото і відео знущань над тваринами. Зоозахисники стверджують, що догхантери — маніяки, садисти і боягузи[99].
- Можливі отруєння домашніх собак[11].

### Правова оцінка
Правова сторона діяльності догхантерів оцінюється неоднозначно. Одні експерти вбачають у ній порушення чинного законодавства аж до кримінальної відповідальності, натомість інші вважають законною. Складність однозначного трактування полягає у розбіжностях методів, що використовуються догхантерами, а також розбіжностями у законодавстві.
Начальник прес-служби ГУ МВС України у м. Києві Володимир Поліщук зазначив:
Якщо хтось із громадян побачить труп собаки у Києві, він може заявити про цю знахідку в міліцію. Заяву передадуть дільничному, він викличе співробітників Центру ідентифікації тварин. Вони проведуть експертизу, встановлять причину загибелі собаки. Якщо з'ясується, що пса вбили, міліція негайно порушить кримінальну справу за жорстоке поводження з тваринами і буде шукати живодера.
Відомий український вбивця собак Олексій Святогор, навпаки, стверджує, що сітіхантинг (міське полювання), одним з елементів якого є догхантинг, законний, оскільки законодавство дозволяє знищення шкідників, у той час як питання ідентифікації шкідників не врегульоване. Він зазначає, що необхідними умовами законності та корисності такої діяльності є дотримання трьох правил: безпеки для оточуючих, вибірковості у виборі тварин, що підлягають ліквідації, та відсутності мотиву жорстокості в діях тих, хто цим займається..
Координатор з юридичних питань «Молодіжної Ліги Захисту Тварин» Людмила Каченівська в той же час вважає, що сітіхантинг порушує правила полювання та регулювання чисельності безпритульних тварин, а особи, які займаються сітіхантінгом, можуть бути притягнуті до адміністративної або кримінальної відповідальності.
На думку голови президії колегії адвокатів Москви «Трунов, Айвар і партнери» Ігоря Трунова
245-я стаття кримінального кодексу визначає покарання за жорстоке поводження з тваринами, що спричинило їх смерть або каліцтво. Якщо це діяння скоєно групою осіб, то максимальний термін складає до двох років позбавлення волі, обов'язкові або примусові роботи. Дії догхантерів підпадають під визначення цієї статті. А їх відмовки, що вони вбивають тварин, небезпечних для суспільства — це дурниці. Щоб собака не заподіяла шкоду, її не потрібно вбивати, за нею потрібно доглядати. Такі крайності — вбивати, калічити, терзати — кримінально карані, і жодна цивілізована країна не приймає цю логіку.
За словами члена Громадської палати РФ, керівника робочої групи з проблем поводження з тваринами Богдана Новорока, на даний час відсутня правова оцінка діяльності догхантерів і жодна кримінальна справа за даними фактами не було доведена до кінця.
Адвокат Дмитро Аграновський вважає, що діяльність догхантерів незаконна. Однак він зауважує, що нинішнє законодавство «псевдогуманне», наприклад, воно забороняє відстріл бродячих собак у межах населених пунктів, чим зв'язує руки владі, і в результаті мешканцям доводиться самостійно захищатися від здичавілих псів. На його думку, акції догхантерів стануть поштовхом до наведення порядку в законодавстві про тварин. Він відзначає також, що існуючі на даний момент закони наповнені «юридичним крутійством у боротьбі з бродячими собаками».
Голова колегії адвокатів «Смаль і партнери» Максим Смаль вважає, що діяльність догхантерів може бути кваліфікована щодо всіх тварин за ст. 245 Кримінального Кодексу РФ «Жорстоке поводження з тваринами», якщо таке поводження мало місце. Якщо в результаті діяльності догхантерів буде приспана домашня собака — можлива кваліфікація за статтею 167 «Умисне заподіяння шкоди майну».
На думку Олени Жаркової, представника міжнародного фонду захисту тварин, догхантери здійснюють евтаназію тварин незаконно.
Старший науковий співробітник Інституту проблем екології та еволюції РАН Андрій Поярков вважає, що зменшення чисельності бродячих собак у Москві відбувається насамперед внаслідок діяльності догхантерів, які незаконно відстрілюють і труять собак і не несуть за це покарання.

## Боротьба з догхантерами

### Звернення до правоохоронних органів
Дії догхантерів неодноразово ставали приводами для звернень у правоохоронні органи. Так, у Москві було порушено 14 кримінальних справ за фактами загибелі собак, однак не було знайдено жодного підозрюваного через відсутність свідків і яких-небудь доказів розкидання отруєних приманок
На засіданні робочої групи з проблем поводження з тваринами Громадської палати, що пройшло наприкінці 2012 р., було висловлено думку про те, що поліція прикриває догхантерів. Захисники тварин заявили, що готові допомагати поліції у розкритті злочинів догхантерів і провести стільки акцій, скільки буде потрібно, щоб поліція почала розслідувати ці злочини.
У травні 2013 р. Сухоложський міський суд за позовом Свердловської міжрайонної природоохоронної прокуратури визнав інформацію, розміщену на форумі «Вредителям-Нет», забороненою до поширення, і обмежив доступ до неї на території міського округу Сухий Лог

### Поширення персональних даних догхантерів
У січні 2012 р. лідерка російської організації «Альянс за права тварин», активістка московського інфоцентру «Врятуйте тварин» і анархо-феміністка Олена Надьожкіна заявила про намір розміщувати у мережі Інтернет персональну інформацію про своїх опонентів. Крім особистих даних тих, кого зоозахисники вважають догхантерами, викладається також персональна інформація людей, яких Надьожкіна називає «співучасниками». Співучасниками, на думку Надьожкіної та президента благодійного фонду допомоги бездомним тваринам «Віта» Дар'ї Хмельницької, є суддя Черемушкінського мирового суду, яка закрила за закінченням строку давності «справу Худоярова»; журналісти «Російської газети» і «Комсомольської правди», заступник головного редактора «Російського репортера», які, на думку Надьожкіної, «захищають догхантерів», та заступниця начальника міського управління внутрішніх справ Москви, що відмовилася порушувати кримінальну справу проти співтовариства догхантерів.
За твердженням голови колегії адвокатів Костянтина Трапаїдзе, публікація особистих даних збільшує шанси на те, що злочинці будуть покарані. Але якщо обвинувачені в жорстокому поводженні з тваринами зможуть довести свою невинуватість, то до відповідальності можуть бути притягнуті, навпаки, самі зоозахисники за статтями «Поширення відомостей, що ганьблять честь і гідність громадян» та «Порушення недоторканності приватного життя»